# Route 33 (Colombie-Britannique)
La Route 33 est une route reliant Rock Creek à Kelowna. Elle parcourt 129 km (80 mi) et a ouvert en 1970,.

## Intersections majeures
| District régional                         | Ville      | km     | Destinations                                                        | Notes                                            |
| ----------------------------------------- | ---------- | ------ | ------------------------------------------------------------------- | ------------------------------------------------ |
| Kootenay Boundary                         | Rock Creek | 0,00   | BC-3 (Route Crowsnest) – Greenwood, Grand Forks, Osoyoos, Penticton |                                                  |
| Limite Kootenay Boundary–Central Okanagan |            | 94,18  | Kelowna – Rock Creek Summit – 1 265 m (4 150 pi)                    | Kelowna – Rock Creek Summit – 1 265 m (4 150 pi) |
| Central Okanagan                          |            | 95,87  | Big White Road – Big White Ski Resort                               |                                                  |
| Central Okanagan                          | Kelowna    | 128,82 | BC-97 – Penticton, Centre-ville, Vernon                             |                                                  |
| Central Okanagan                          | Kelowna    | 129,17 | Enterprise Way                                                      |                                                  |
|                                           |            |        |                                                                     |                                                  |